# 二井镇 (北安市)
二井镇，是中华人民共和国黑龙江省黑河市北安市下辖的一个乡镇级行政单位。

## 行政区划
二井镇下辖以下地区：
二井村、建华村、建革村、联立村、自平村、自和村和自民村。